# Coelioxys haematura
Coelioxys haematura är en biart som beskrevs av Cockerell 1914. Coelioxys haematura ingår i släktet kägelbin, och familjen buksamlarbin. Inga underarter finns listade i Catalogue of Life.